# Madagaskargierzwaluw
De madagaskargierzwaluw of  Balstons gierzwaluw (Apus balstoni) is een vogel uit de familie van de gierzwaluwen (Apodidae).

## Verspreiding en leefgebied
Deze soort komt voor in Madagaskar en op de Comoren.